# Beas de Segura
Beas de Segura è un comune spagnolo situato nella comunità autonoma dell'Andalusia.
Il 24 gennaio 2001 il territorio comunale venne suddiviso e parte di esso confluì nel nuovo comune di Arroyo del Ojanco.

## Geografia fisica
Il confine orientale del comune coincide con il fiume Guadalimar.